# George Bulyea
George Hedley Vicars Bulyea (ur. 17 lutego 1859, zm. 28 czerwca 1928) – kanadyjski polityk działający w końcu XIX i I poł. XX w. związany z Terytoriami Północno-Zachodnimi.
W latach 1878–1882 Bulyea był dyrektorem szkoły średniej w Nowym Brunszwiku. W 1882 przeniósł się do Terytoriów Północno-Zachodnich. Karierę polityczna rozpoczął w 1898 wraz z wyborem na członka Rady Rządowej terytoriów. W 1904 został mianowany przez prezydenta rady Fredericka Haultaina na komisarza robót publicznych. Był także członkiem delegacji do Ottawy, na negocjacje z rządem federalnym w sprawie powołania dwóch nowych prowincji prowincji Alberty i Saskatchewanu. Po ich utworzeniu został mianowany gubernatorem porucznikiem Alberty.